# Antoine Laurent de Lavoisier
Antoine Laurent de Lavoisier (Pariz, 26. kolovoza 1743. – Pariz, 8. svibnja 1794.), francuski plemić i kemičar. Njegovo ime nalazi se na listi 72 znanstvenika ugraviranih na Eifellovom tornju. Postavio je temelje suvremene kemije.

Diplomirao je ekonomiju, a zatim upisao studij prirodnih znanosti. Sam je osmišljavao naprave i posuđe za pokuse, upotrebljavao je vagu te uveo vaganje kao objektivno mjerenje. Otkrio je zakon o očuvanju mase, sastav vode i zraka te ulogu kisika u gorenju i disanju. Proglasivši zakon o neuništivosti materije osnovom kemijskih zbivanja, uvodi egzaktne fizikalne metode mjerenja u kemijska istraživanja. Prvi je dokazao da je voda spoj kisika i vodika (1773.). Imao je tendenciju da se koristi rezultatima drugih znanstvenika bez prepoznavanja njihovih imena i stoga je sve znanstvene zasluge pripisivao sebi. Bio je član Francuske akademije znanosti. Do sredstava za svoja istraživanja dolazio je ubiranjem poreza, ali kada su poreznici u revoluciji kolektivno osuđeni na smrt, i on je bio giljotiran 8. svibnja 1794. Jedan od članova optužnice bio je i Jean-Paul Marat kome je osporio prijem u Akademiju znanosti. U trenutku dok je gomila nazdravljala njegovoj smrti torinski matematičar i astronom Joseph-Louis Lagrange izjavio je:
| „ | Francuskoj je bio dovoljan trenutak da odrubi tu glavu, a trebat će joj sto godina da izrodi sličnu. | ” |
|   | |   |

Godinu dana nakon njegove smrti, Francuska je priznala da je bio nevin i lažno optužen.